# بوب غريني
بوب غريني (بالإنجليزية: Bob Greene)‏ هو عالم وظائف الأعضاء أمريكي، ولد في 8 ديسمبر 1958 في تل الكرز في الولايات المتحدة.